# Pseudagloë
Pseudagloë, rod zelenih algi jedini u porodici Carteriaceae, red Chlamydomonadales. Pripada joj pet vrsta.

## Vrste
1. Pseudagloë crucifera (Korshikov) K.I.Meyer
2. Pseudagloë micronucleolata (Korshikov) K.I.Meyer
3. Pseudagloë multifissa (Pascher) K.I.Meyer
4. Pseudagloë polychloris (Pascher) K.I.Meyer
5. Pseudagloë polychloris (Pascher) K.I.Meyer

## Vanjske poveznice
|  | Wikivrste imaju podatke o taksonu Pseudagloë |